# Kopnena vojska NDH
Kopnena vojska (u početku Kopnene snage) bila je kopnena sastavnica oružanih snaga NDH (Domobranstva) od 1941. do 1945. Domobranstvo je još uključivalo i Mornaricu i Zrakoplovstvo.

## Ime
U početku stvaranja NDH pojavljivali su se različiti nazivi - Hrvatska vojska, Kopnene snage, Hrvatska kopnena vojska. No, osnivanjem Ministarstva Domobranstva i Glavnog stožera počinje se koristiti naziv Kopnena vojska. Osnivanjem Ministarstva oružanih snaga (MINORS) u siječnju 1943. sve više se za kopnenu vojsku počinje rabiti naziv Domobranstvo, dok se samo pripadnike kopnene vojske nazivalo domobranima, u početku neslužbeno, a kasnije sve službenije. Zbog toga se i danas naziv domobranstvo često pogrešno koristi samo za kopnenu vojsku.

## Ustroj

### Zapovjedna struktura
U prvim mjesecima NDH upostavljeni su stožer, a potom i zapovjedništvo kopnenih snaga. Prvi zapovjednik kopnenih snaga 16. travnja 1941. postao je general pješaštva Slavko Štancer, a ubrzo ga je zamijenio general-poručnik Vladimir Laxa. No, već u kolovozu 1941., prilikom uspostave Glavnog stožera, ove institucije su raspuštene i zamijenjene zapovjedništvima zbornih područja, dok je posebni položaj zapovjednika kopnenih snaga ukinut.

### Teritorijalni ustroj
██  Prvi zbor
██  Drugi zbor
██  Treći zbor
Kopnena vojska Domobranstva je u početku bila ograničena od strane Nijemaca na 16 pješačkih bojni i dva konjanička eskadrona - ukupno 16.000 ljudi. Od početnih 16 bojni ubrzo je narasla na 15 pješačkih pukovnija (svaka s dvije bojne) između svibnja i lipnja 1941. Bila je organizirana u 5 divizijskih područja (ustroj naslijeđeni od jugoslavenske vojske) s ukupno oko 55.000 vojnika. Do listopada, ostale postrojbe uključivale su 35 lakih tenkova (nekad jugoslavenskih, ali predanih domobranstvu od talijanskih snaga), četiri inženjerijske bojne, 10 topničkih odjela (bitnica) opremljenih bivšim jugoslavenskim 105mm češkim topovima, konjičku pukovniju u Zagrebu i samostalnu konjaničku bojnu u Sarajevu. Dvije samostalne motorizirane pješačke bojne bile su smještene u Zagrebu i Sarajevu.
| Divizijsko područje           | Postrojbe |
| ----------------------------- | --- |
| Savsko divizijsko područje    | 1. pješ. pukovnija, Bjelovar 2. pješ. pukovnija, Zagreb 3. pješ. pukovnija, Karlovac Zagrebačka konjanička pukovnija 1. topnički odjel, Varaždin 2. topnički odjel, Zagreb 1. motorizirana pješačka satnija, Zagreb                                              |
| Osječko divizijsko područje   | 4. pješ. pukovnija, Osijek 5. pješ. pukovnija, Požega 6. pješ. pukovnija, Vinkovci 3. topnički odjel, Osijek 4. topnički odjel, Petrovaradin 1. bojna zagrebačke konj. puk., Virovitica 3. motorizirana pješačka satnija, Osijek Željeznička bojna, Brod na Savi |
| Bosansko divizijsko područje  | 7. pješ. pukovnija, Sarajevo 8. pješ. pukovnija, Tuzla 9. pješ. pukovnija, Travnik 5. topnički odjel, Sarajevo 6. topnički odjel, Tuzla Samostalna konjanička bojna, Kalinovik 2. motorizirana pješačka satnija, Sarajevo                                        |
| Vrbasko divizijsko područje   | 10. pješ. pukovnija, Banja Luka 11. pješ. pukovnija, Sisak 12. pješ. pukovnija, Otočac 7. topnički odjel, Banja Luka 8. topnički odjel, Bihać 7. motorizirana pješačka satnija, Banja Luka                                                                       |
| Jadransko divizijsko područje | 13. pješ. pukovnija, Mostar 14. pješ. pukovnija, Trebinje 15. pješ. pukovnija, Knin 9. topnički odjel, Mostar 10. topnički odjel, Knin Motorizirana pješačka satnija, Mostar                                                                                     |

1. studenog 1941. krenulo se u reorganizaciju Kopnene vojske. Podijeljena je u 3 zborna područja sa sjedištima u Sisku, Banjoj Luci i Sarajevu. Svaki se zbor sastojao od po dvije divizije s pripadajućim oklopnim, opkoparskim (inženjerijskim), pionirskim (izviđačkim) i ostalim bojnama i satnijama.
Konvencionalne pješačke divizije su bile preglomazne za partizanski način borbe, pa su u rujnu 1942. oformljene četiri posebne gorske brigade (1. – 4.) Svaka je imala dvije pukovnije s četiri bojne od 1.000 vojnika, gorske i strojničke satnije, bitnice s po dva topa, 16 lakih i 16 teških strojnica i šest minobacača. Oformljene su i dvije dobrovoljačke pukovnije. Postojeći vojni zborovi ponovno su reorganizirani 1. svibnja 1943. Dalje su ustrojene još četiri lovačke brigade (5. – 8.), svaka s po dvije pukovnije od četiri bojne s 500 pripadnika uz topničku skupinu, posebno opremljenu za gorski teren. 1944. Kopnena vojska je organizirana u tri gorske, četiri lovačke i osam statičkih brigada, uz 1. izobrazbenu diviziju.

### Postrojbe, rodovi i ustrojbene cjeline
| - brzi zdrug - dojavne bojne - doknadni zdrugovi - domobranska akademija - domobranske dobrovoljačke postrojbe - domobranska dočasnička škola - domobransko oružništvo - domobranske radne postrojbe - domobranska zastavnička škola | - domobranske željezničke stražarske bojne - granične postrojbe - gorski zdrugovi - konjaništvo - koturaške (biciklističke) postrojbe - lovački zdrugovi - novačke postrojbe - njemačke čete Hrvatskog domobranstva - oklopne postrojbe | - opkoparske (inženjerijske) postrojbe - pješaštvo - posadni zdrugovi - povozne (transportne) postrojbe - pučko-ustaški zbor - samovozne (motorizirane) postrojbe - topništvo - zdravstvene jedinice - zanatsko-radničke satnije |

## Naoružanje

### Pješačko naoružanje[10]

#### Puške
Najčešće naoružanje domobrana bila je puška Mauser M.24, redovna puška vojske bivše Kraljevine Jugoslavije. Uz nju su se koristile:
- Mauser Karabiner 98 (mali broj, većinu je preuzela Ustaška vojnica)
- Carcano M38 (ugl. nakon kapitulacije Italije)

Katkad su se u upotebi našle i zastarjele puške poput:
- Steyr-Mannlicher M95/30
- Lebel Mle 1886 M93
- Gras Mle 1874 M80
- M1867 Werndl-Holub

#### Automati
- MP40 i MP41 "Šmajser"
- MP34 (izvorno austrijski Steyr-Solothurn S1-100)

#### Pištolji
- Browning M10/22
- Vtz 1933
- Steyr M1907
- VIS 35 (padobranski lovci)

#### Strojnice
- Vz.26 i vz.30J
- Schwarzlose
- Maxim 08/15
- Breda M30 i M37
- Fiat-Revelli Mod. 1914/35
- Maschinengewehr 34
- Maschinengewehr 42
- Chatellerault mle 1924/29 (padobranski lovci)

#### Minobacači[11]
- 81mm Stokes-Brandt
- Brixia Model 35

#### Ručni raketni bacači
- Panzerfaust 30 (krajem rata)

### Topništvo[12]
Gotovo svo topničko naoružanje bilo je preuzeto iz vojske Kraljevine Jugoslavije.

#### Topovi, Gorski topovi i Haubice
- 65mm Puteaux M.6
- 75mm Škoda M.28
- 75mm M.5/8
- 100mm M14/19
- 100mm M.28
- 150mm sIG 33
- 155mm Schneider M.17

#### Protutenkovski topovi
- 37mm Škoda M.39
- 47mm Cannone da 47/32 M35

#### Protuavionski topovi[13]
- 15mm Škoda M.38
- 75mm Škoda M.37
- 76.5mm Škoda M. 28 i M.36

## Oprema
Kopnena vojska NDH je uglavnom koristila samo laka i zastarjela oklopna vozila. Nešto snažnije, iako još uvijek zastarjelo naoružanje bit će uvedeno nekoliko mjeseci nakon kapitulacije Italije, a suvremenije oružje uvedeno je u vrlo malim brojevima, i to tek krajem 1944. i početkom 1945. Ipak, njihovi glavni protivnici partizani i sami nisu imali ništa bolju opremu barem do dolaska Prve tenkovske brigade NOVJ na ratište u jesen 1944.

### Tenkovi[14]
- Panzer I A, B
- Panzer III N
- Panzer IV F1, G
- Hotchkiss H39
- Fiat L6/40
- L3/33
- L3/35
- L3/38
- Somua S-35
- Ursus TK-3
- M13/40
- M14/41
- M15/42
- Renault FT-17
- Renault R35

### Ostala oklopna vozila[15]
- L40 47/32 samohodni top
- Autoblinda 41 oklopni automobil
- Hanomag Sdkfz. 251 oklopljeni polugusjeničar
- VoMag
- Improvizirani oklopljeni kamioni

### Neoklopljena vozila
- Krupp Protze KFZ.69
- Krupp Protze KFZ.70
- Mercedes L 3000 S
- Horch KFZ.70
- VW Schwimmwagen

## Odore i znakovlje
Domobrani su imali smeđa i sivomaslinasta odijela slična ustaškim i vojne čizme iste kao i ustaše. Taborska kapa je bila rađena po uzoru na domobransku kapu iz Prvog svjetskog rata, a podsjećala je i na kapu Wehrmachta. Muslimani koji su služili vojnu obvezu u Domobranstvu umjesto kape su nosili crveni fes kao oznaku svoje posebnosti. Na ovratniku su domobrani nosili oznake činova koje su dosta podsjećale na one iz vremena Austro-Ugarske, tek što je zvjezdica zamijenjena trolistom. Za vrijeme zime domobrani su nosili kapute i kabanice iste boje kao i odora. U kopnenoj vojsci domobranstva vladao je kaos što se tiče odora, jer su se nosile stare jugoslavenske, ponešto preinačene, zatim nove, domobranske, a sve više i njemačke odore, poslane kao materijalna ispomoć. Zanimljivost je da su se domobranske odore proizvodile u okupiranoj Srbiji. Pripadnici oklopnih i tenkovskih postrojbi nosili su crne odore i crne kape, po uzoru na njemačke odore oklopnih postrojbi u Wehrmachtu.
Pripadnici kopnene vojske nosili su razne kacige - one preostale iz jugoslavenske vojske s prepoznatljivim žlijebom na sredini, proizvedene u Francuskoj, zatim talijanske te u najvećoj mjeri njemačke kacige. Na bočnoj strani kacige vojnici su često crtali šahirani grb. Vojnici su na kapi kao oznaku često nosili značku sa stiliziranim slovima "NDH" ili "NHD". Ponekad su nosili oznaku sa stiliziranim inicijalima Ante Pavelića, slično kao što su domobrani nekad nosili ružicu s inicijalima cara i kralja Franje Josipa I. Časnici i dočasnici su nosili taborske kape poput vojnika ili tvrde časničke kape, na kojima su stajale različite vrste oznaka i ružica. Pripadnici lovačkih i gorskih zdrugova na ramenu su nosili runolist.

## Borbena vrijednost
Kopnena vojska nije uspjela igrati značajniju ulogu tijekom rata zbog niza čimbenika - slabe motivacije, čestog dezerterstva, naklonosti NOP-u, rivalstva s Ustašama, nekompetentnog, pretežno starijeg časničkog kadra i nedostatka teškog, pogotovo oklopnog naoružanja. Kopnena vojska s klasičnom organizacijom nije mogla primjereno odgovoriti na gerilski, partizanski način ratovanja. U studenom 1944., nakon otvorenog svrstavanja čitavih postrojbi Domobranstva na stranu NOP-a, dolazi do spajanja domobranskih i ustaških postrojbi u jedinstvene Hrvatske oružane snage.
 Što se tiče čistih hrvatskih vojnih postrojbi, one su u borbama potpuno zatajile. Jedna od izravnih posljedica tog zatajivanja hrvatskih postrojbi sastoji se u tome da moral i borbena snaga bandita stalno jača. Svoju ocjenu hrvatske vojske dao je i njemački opunomoćeni general u Hrvatskoj, Glaise Von Horstenau. On je naglasio da su se hrvatske jedinice u većini slučajeva, kad su se našle u ozbiljnoj borbenoj situaciji i većem iskušenju, pokazale kao nepouzdane. One postižu uspjeh samo onda kad se oslanjaju ili kada stoje pod njemačkom kontrolom. – Ratni dnevnik Vrhovnog zapovjedništva Wermachta, 2. srpnja 1943.

## Vanjske poveznice
- Raspored postrojbi kopnene vojske od svibnja 1943. do studenog 1944.
- Fotogalerija oklopnih vozila i tenkova u službi Domobranstva i Ustaške vojnice